# 상상꾸러기 꾸다
《상상꾸러기 꾸다》는 주식회사 모꼬지와 모드락 키즈가 제작한 대한민국의 3D 애니메이션으로, 2022년 4월 30일부터 7월 23일까지 KBS 1TV에서 방영했고, Part 2는 2023년 2월 16일부터 8월 24일까지 같은 채널에서 방영했다.

## 방송 일시
| 방송 채널 | 방송일                     | 방송 시간 |
| --------- | -------------------------- | --------- |
| KBS 1TV   | 2022년 4월 30일 ~ 7월 23일 | 종료      |
| KBS 1TV   | 2023년 2월 16일 ~ 8월 24일 | 종료      |

## 등장 인물
- 꾸다(해달)
- 꾸다 엄마
- 꾸다 아빠
- 꾸미 (오소리)
- 큐리 (토끼)
- 큐리 엄마
- 간호사 언니(꽃사슴)
- 레오(샴고양이)
- 레오 아빠
- 레오 엄마
- 레오 오빠
- 노아(불곰)
- 노아 엄마
- 노아 아빠
- 마리(조랑말)
- 마리 아빠
- 마리 엄마
- 마리 할머니
- 선생님(양)
- 저스틴(비버)
- 알렉스(개)
- 존(생쥐)
- 애밀리(레서판다)

## 목소리 출연
- 소연: 꾸다
- 김새해: 꾸미, 노리
- 정재헌: 노아
- 남도형: 레오
- 사문영: 마리
- 천지선: 큐리
- 홍진욱: 꾸다 아빠, 저스틴
- 윤승희: 선생님
- 권지애: 마리 엄마
- 이원찬: 마리 아빠
- 석승훈: 택배 아저씨, 로빈

## 제작진
- 책임프로듀서: 김자현(1~23화), 손수희(24~최종화(26))
- 프로듀서: 목훈
- 투자제작총괄: 한찬희
- 총괄프로듀서: 변권철, 오승현 (1~13화) → 넬슨 (14~최종화(26))
- 기획: 한찬희, 손광원, 이루라 (1~13화) → 한채윤 (14~최종화(26))
- 제작총괄: 유재현
- 총감독: 손광원 (1~13화), 권순환
- 프로듀서: 유채린
- 코디네이터: 강해인
- 조감독: 박이든 (1~13화)
- 시나리오: 김혜연, 박연경
- 스토리보드: 박이든/데시 루와 르주키 (1~13화) → 김정은 (14~최종화(26)), 이현수 (14~최종화(26))
- 미술감독: 오중건 (1~13화)
- 배경/프랍 디자인: 오중건 (1~13화)/오예승 (1~13화)/안다은 (1~13화)/최병환 (1~13화)/헤라르디니 조코 (1~13화)
- 캐릭터디자인: 오예승 (1~13화)/강영일 (1~13화)/이만중 (1~13화)/김지현 (1~13화)/이루라 (1~13화)
- 애니메이션 연출: 손광원/박이든 (1~13화) → 권순환 (14~최종화(26)), 정은희 (14~최종화(26)), 백슬기 (14~최종화(26))
- 모델링/맵핑: 김태원/김구용/남궁찬양/김자영/다니 아리안다누 (1~13화)/케빈 위자야 (1~13화) → 둥리화, 루차이죈 (14~최종화(26))
- 리깅: 이석관/금밀랑 라만디카  (1~13화) → 우더워이 (14~최종화(26))
- 레이아웃: 백슬기 (1~13화)/손광원 (1~13화)/서경훈 (1~13화)/셰비 핑키 구나완 (1~13화)
- 애니메이션: 백슬기 (1~13화)/서경훈 (1~13화)/바구스 수자띠 위나타 (1~13화)/데이비드 에카 푸트라 (1~13화)
- 레이아웃/애니메이션: 정은희 (14~최종화(26)), 권순환 (14~최종화(26)), 백슬기 (14~최종화(26)), 린 워이 충 (14~최종화(26))
- 비주얼 이펙트/합성: 권영영/이기남/앙게르 위라 잘라데와 (1~13화) → 이수연 (14~최종화(26)), 천루다 (14~최종화(26))
- 라이팅: 권영영/이기남/게리 리왕 (1~13화) → 이수연 (14~최종화(26)), 허 쥔 호우 (14~최종화(26))
- 이펙트: 김은애, 우치옌 (14~최종화(26))
- 컨설팅 프로듀서: 정혜진 (1~13화)
- 동요 연출: 조수호 (14~최종화(26)), 유혜자 (14~최종화(26))
- 동요 작·편곡: 메리고라운드 (14~39화), 염철규 (14~최종화(26))
- 완구 기획/개발: 변종혁, 박준석
- L&M: 김중대, 김도윤
- 브랜드: 박우정 (1~13화) → 정초혜 (14~최종화(26))
- 미디어배급: 정혜진 (1~13화)
- 해외/미디어배급: 윤상철 (14~최종화(26)), 박주빈 (14~최종화(26))
- 마케팅: 이신옥 (1~13화) → 김남실 (14~최종화(26))
- 뉴미디어: 박주빈, 하지민 (14~최종화(26))
- 통역/번역: 김원호, 최자인, 현미 (14~최종화(26))
- 라이선싱: 김중대 (1~13화)
- 영상편집: 남종현
- 사운드제작: 재능교육 (1~13화) → (주)재능교육 (14~최종화(26))
- 더빙 연출 책임: 권혁민
- 더빙 연출: 강지상, 최은정 (1~13화)
- 더빙 녹음: 김화영 (1~13화) → 최병훈 (14~최종화(26))
- 포스트 사운드제작: (주)씨아이씨미디어 (14~최종화(26))
- 음향효과/믹싱: 포시즌_허필원 (1~13화) → 전재민, 이유진 (14~최종화(26))
- 음악: 김정아, 최창국, 박진현, 윤주현, 서유원
- 주제가 작사/작곡: 메리고라운드_염철규 (1~13화)
- 주제가 작사: 메리고라운드, 염철규, 한채윤 (14~최종화(26))
- 주제가 작곡: 염철규 (14~최종화(26))
- 주제가 노래: 브릴란떼합창단_손세인, 유다연, 이지나, 염지아
- 홈페이지: KBS미디어, 김하늘
- 종합편집: 이수은
- 자막디자인: 황은서
- 조연출: 차한결
- 연출: 목훈
- 기획: KBS
- 제작: MODRAK KIDS, MOGGOZI
- 저작권: © 2021 Modrak Kids Co., Ltd. All rights reserved.

## 방영 목록
| 회차       | 주제                         | 방송 일자       |
| ---------- | ---------------------------- | --------------- |
| 1화        | 별을 보고 싶어요             | 2022년 4월 30일 |
| 1화        | 멋져보이고 싶어              | 2022년 4월 30일 |
| 2화        | 바다가 아파요                | 2022년 5월 7일  |
| 2화        | 가장 맛있는 감귤             | 2022년 5월 7일  |
| 3화        | 목욕은 싫어                  | 2022년 5월 14일 |
| 3화        | 해왕국수는 맛있어            | 2022년 5월 14일 |
| 4화        | 꿀벌들아 돌아와              | 2022년 5월 21일 |
| 4화        | 사라진 지갑을 찾아라         | 2022년 5월 21일 |
| 5화        | 상상꾸러기 밴드              | 2022년 5월 28일 |
| 5화        | 안녕, 아기새야               | 2022년 5월 28일 |
| 6화        | 진정한 히어로                | 2022년 6월 4일  |
| 6화        | 숲속탐정 노아                | 2022년 6월 4일  |
| 7화        | 행운의 병편지                | 2022년 6월 11일 |
| 7화        | 나도 1등 할 수 있어          | 2022년 6월 11일 |
| 8화        | 우리 가게로 오세요           | 2022년 6월 18일 |
| 8화        | 자연의 소리를 찾아서         | 2022년 6월 18일 |
| 9화        | 엄마 펭귄을 찾아서           | 2022년 6월 25일 |
| 9화        | 꾸다의 행복바구니            | 2022년 6월 25일 |
| 10화       | 보물을 찾아서                | 2022년 7월 2일  |
| 10화       | 우리들의 등대놀이터          | 2022년 7월 2일  |
| 11화       | 나무를 심어요                | 2022년 7월 9일  |
| 11화       | 사라진 지갑을 찾아라         | 2022년 7월 9일  |
| 12화       | 귤농장을 지켜라              | 2022년 7월 16일 |
| 12화       | 캠핑은 즐거워                | 2022년 7월 16일 |
| 13화       | 꾸미의 꿈이 궁금해           | 2022년 7월 23일 |
| 13화       | 어른이 된 꾸다               | 2022년 7월 23일 |
| 14화       | 우주에서 온 친구             | 2023년 2월 16일 |
| 14화       | 큐리 엄마처럼 되고 싶어요    | 2023년 2월 23일 |
| 15화       | 눈사람 친구                  | 2023년 3월 2일  |
| 15화       | 장난꾸러기 축구요정          | 2023년 3월 9일  |
| 16화       | 새로 오신 택배아저씨         | 2023년 3월 16일 |
| 16화       | 내 친구 에반                 | 2023년 3월 23일 |
| 17화       | 수박씨를 삼켰어요            | 2023년 3월 30일 |
| 17화       | 무엇이든 그릴 수 있어        | 2023년 4월 6일  |
| 18화       | 지렁이가 무서워              | 2023년 4월 13일 |
| 18화       | 재채기왕 번개                | 2023년 4월 27일 |
| 19화       | 화장실이 무서워              | 2023년 5월 4일  |
| 19화       | 우리 가족을 소개해줄게       | 2023년 5월 11일 |
| 20화       | 상어가 나타났다!             | 2023년 5월 18일 |
| 20화       | 마이크 소동                  | 2023년 5월 25일 |
| 21화       | 노아는 명탐정                | 2023년 6월 1일  |
| 21화       | 개미네 집을 구경해요         | 2023년 6월 8일  |
| 22화       | 멀리서 나온 마리 사촌        | 2023년 6월 15일 |
| 22화       | 무인도에서 하루살이          | 2023년 6월 22일 |
| 23화       | 슈퍼스타 에이스              | 2023년 6월 29일 |
| 23화       | 우리 바꾸자                  | 2023년 7월 6일  |
| 24화       | 출동! 꾸러기 소방대          | 2023년 7월 13일 |
| 24화       | 콸콸! 솜사탕이 쏟아져 내려요 | 2023년 7월 20일 |
| 25화       | 환상의 짝꿍                  | 2023년 7월 27일 |
| 25화       | 꾸다버스가 부릉부릉          | 2023년 8월 3일  |
| 최종화(26) | 공룡파크 대모험              | 2023년 8월 17일 |
| 최종화(26) | 공룡파크 대모험 2            | 2023년 8월 24일 |

## 결방 및 편성안내
- 2023년 4월 20일: 2023 홀트 전국휠체어농구대회 결승전의 관계로 인해 결방했다.
- 2023년 8월 10일: 태풍 카눈 뉴스특보의 관계로 인해 결방했다.